# Grażyna Bacewicz: Complete String Quartets
Grażyna Bacewicz: Complete String Quartets – podwójna płyta ze wszystkimi kwartetami Grażyny Bacewicz w wykonaniu Kwartetu Śląskiego, wydana 2016 przez brytyjskie wydawnictwo Chandos (nr kat. CHAN 10904) przy udziale Instytutu Adama Mickiewicza w ramach programu "Polska Music". Album uzyskał dwa Fryderyki 2017 (w kategoriach: "Najlepszy Album Polski Za Granicą" i "Najwybitniejsze Nagranie Muzyki Polskiej"). Został również "Płytą Sierpnia 2016" w magazynie Gramophone i finalistą podsumowania "Płyty Roku 2016" sklepu muzycznego Presto Classical.

## Lista utworów
| Grażyna Bacewicz: Complete String Quartets (CD1) – 2016 | Grażyna Bacewicz: Complete String Quartets (CD1) – 2016 | Grażyna Bacewicz: Complete String Quartets (CD1) – 2016 |
| Nr                                                      | Tytuł utworu | Długość                                                 |
| ------------------------------------------------------- | --- | ------------------------------------------------------- |
| 1.                                                      | „1. Moderato - Più mosso - Meno mosso, ma non troppo - Tempo II - Allegro - Meno mosso - Tempo II - Tempo I - Più mosso” (String Quartet No. 1)                                                                           | 5:47                                                    |
| 2.                                                      | „2. Tema. Andante tranquillo - Variazione I. [] - Variazione II. Poco più mosso - Variazione III. Moderato - Variazione IV. Allegro - Variazione V. Tempo I” (String Quartet No. 1)                                       | 5:37                                                    |
| 3.                                                      | „3. Vivo - Poco meno, ma non troppo - Tempo I” (String Quartet No. 1) | 4:03                                                    |
| 4.                                                      | „1. Allegro ma non troppo” (String Quartet No. 2) | 6:42                                                    |
| 5.                                                      | „2. Andante” (String Quartet No. 2) | 7:59                                                    |
| 6.                                                      | „3. Allegro” (String Quartet No. 2) | 7:19                                                    |
| 7.                                                      | „1. Allegro ma non troppo” (String Quartet No. 3) | 5:33                                                    |
| 8.                                                      | „2. Andante” (String Quartet No. 3) | 5:49                                                    |
| 9.                                                      | „3. Vivo” (String Quartet No. 3) | 5:22                                                    |
| 10.                                                     | „1. Andante - [ ] - Andante - Allegro moderato - Allegro energico - Moderato - (Poco più) - Poco meno - Allegro - Allegro moderato - Allegro energico - Moderato - Poco più - Allegro - Più mosso” (String Quartet No. 4) | 8:54                                                    |
| 11.                                                     | „2. Andante - [ ] - Tempo I” (String Quartet No. 4) | 5:38                                                    |
| 12.                                                     | „3. Allegro giocoso - Poco meno - Tempo I - Meno mosso - Tempo I - Poco meno mosso - Tempo I - Più mosso” (String Quartet No. 4)                                                                                          | 5:52                                                    |
|                                                         | | 1:14:35                                                 |

| Grażyna Bacewicz: Complete String Quartets (CD2) – 2016 | Grażyna Bacewicz: Complete String Quartets (CD2) – 2016                                                                                                 | Grażyna Bacewicz: Complete String Quartets (CD2) – 2016 |
| Nr                                                      | Tytuł utworu | Długość                                                 |
| ------------------------------------------------------- | --- | ------------------------------------------------------- |
| 1.                                                      | „1. Moderato - [ ] - Tempo I - [ ] - Tempo I - [ ] - Tempo I” (String Quartet No. 5)                                                                    | 8:19                                                    |
| 2.                                                      | „2. Scherzo (Fuga). Giocoso - Allegretto - Tempo I - Poco più mosso - Tempo II (Meno mosso) - Tempo I” (String Quartet No. 5)                           | 3:17                                                    |
| 3.                                                      | „3. Corale. Largo - Più mosso - Poco meno mosso - Tempo I” (String Quartet No. 5)                                                                       | 6:07                                                    |
| 4.                                                      | „4. Variazioni. Allegro - Energico - Giocoso - Andante - Vivace” (String Quartet No. 5)                                                                 | 7:52                                                    |
| 5.                                                      | „1. Andante - Vivo - (Meno) - Allegro - Vivo - (Allegro) - Andante” (String Quartet No. 6)                                                              | 6:27                                                    |
| 6.                                                      | „2. Vivace - [ ] - Tempo I” (String Quartet No. 6) | 3:18                                                    |
| 7.                                                      | „3. Grave” (String Quartet No. 6) | 3:31                                                    |
| 8.                                                      | „4. [ ] - Tempo comodo (poco meno mosso) - Tempo I - (Poco meno mosso) - Tempo I (poco grandioso) - (Poco meno mosso) - Tempo I” (String Quartet No. 6) | 3:05                                                    |
| 9.                                                      | „1. Allegro - Poco più mosso - Più mosso - Meno mosso - Più mosso - Grandioso” (String Quartet No. 7)                                                   | 5:42                                                    |
| 10.                                                     | „2. Grave - Poco più mosso - Meno mosso - Grandioso” (String Quartet No. 7)                                                                             | 5:38                                                    |
| 11.                                                     | „3. Con vivezza - Poco meno mosso - Più mosso - Tempo I - Meno mosso - Meno mosso - Molto meno mosso - Più mosso - Tempo I” (String Quartet No. 7)      | 4:46                                                    |
|                                                         | | 58:02                                                   |